# Thayeria
Genre
Espèces de rang inférieur
- Thayeria boehlkei
- Thayeria ifati
- Thayeria obliqua

Thayeria est un genre de poissons téléostéens de la famille des Characidae et de l'ordre des Characiformes. Thayeria ne concerne que trois espèces de poissons américains.

## Liste d'espèces
Selon FishBase (14 juin 2015):
- Thayeria boehlkei Weitzman, 1957 - Tétra pingouin
- Thayeria ifati Géry, 1959 - Tétra pingouin à demi-bande
- Thayeria obliqua Eigenmann, 1908 - Tétra pingouin oblique

En 2017, une nouvelle espèce a été décrite (Zootaxa):
- Thayeria tapajonica Moreira & Lima